# Armour piercing-granaat

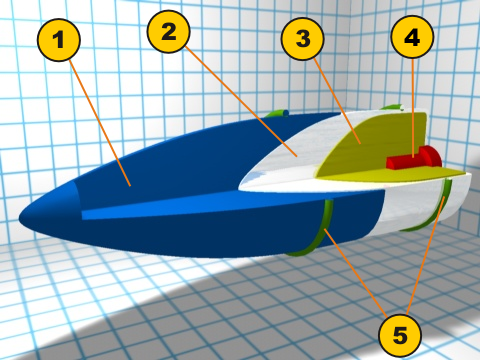

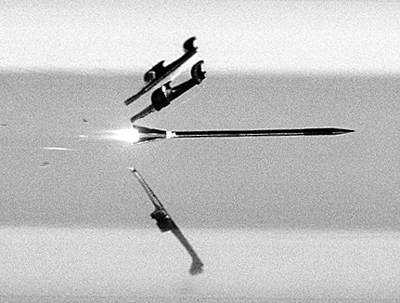
Het afscheiden van het sabot-gedeelte

De armour piercing-granaat of pantserdoorborende granaat is een granaat die bedoeld is om het pantser van een gevechtsvoertuig of veldversterking te doorboren.
Het doorboren kan op verschillende manieren gebeuren, zoals met een flechette-granaat, die een dun en hard projectiel door het pantser slaat (vergelijk: een spijker door een plank), of met een projectiel met holle lading waarbij door de vorm van het explosief de energie zich door het pantser vreet, dat vervolgens als kokend metaal door de koepel vliegt.
Daarnaast zijn er HESH-granaten (high explosive squash head) die met een explosie aan de buitenzijde van het pantser de structuur zodanig afbreken dat ook aan de binnenzijde van het pantser delen afbreken die weer als projectiel door de koepel vliegen. Deze werking is te vergelijken met het effect van een sloophamer, waarbij de slag niet door de muur slaat, maar ertegen aan, waardoor aan de andere zijde van de muur de brokstukken wegslaan (brisante werking).

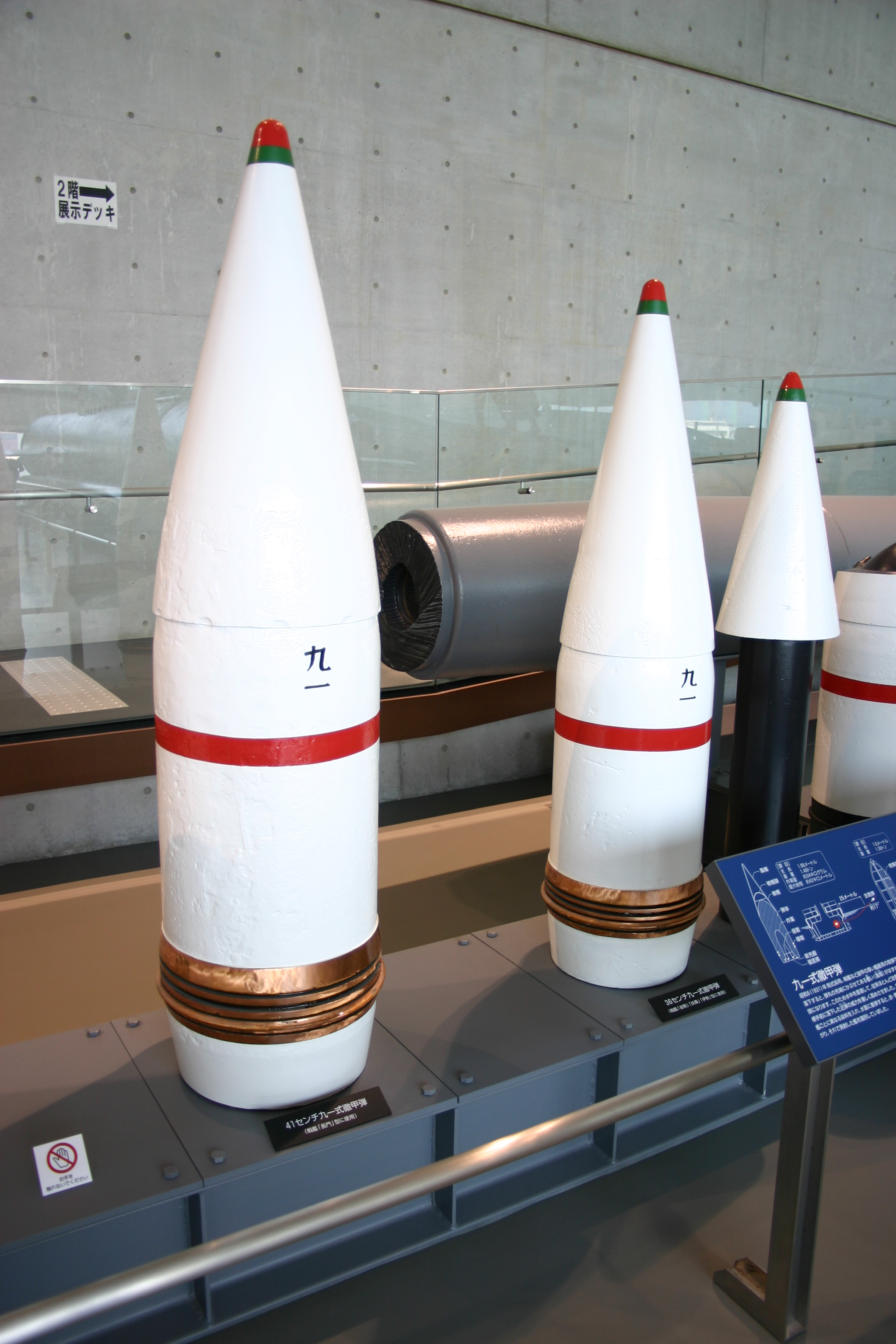